# Twierdzenie Picarda
Twierdzenie Picarda – twierdzenie o istnieniu i jednoznaczności rozwiązań zagadnienia Cauchy’ego. Podawane jest także jako twierdzenie Picarda-Lindelöfa lub twierdzenie Cauchy’ego-Lipschitza. Nazwa twierdzenia ma uhonorować Charlesa Picarda, a w innym wersjach także Ernsta Lindelöfa, Rudolpha Lipschitza i Augustina Cauchy’ego.

## Twierdzenie
Załóżmy, że {\displaystyle \Omega \subseteq {\mathbb {R} }\times {\mathbb {R} }} jest obszarem otwartym na płaszczyźnie oraz funkcja {\displaystyle f\colon \Omega \to {\mathbb {R} }} jest ciągła na zbiorze {\displaystyle \Omega } i spełnia warunek Lipschitza ze względu na drugą zmienną. Tak więc, dla pewnej stałej {\displaystyle L} mamy, że
{\displaystyle |f(x,y_{1})-f(x,y_{2})|\leqslant L|y_{1}-y_{2}|}
ilekroć {\displaystyle (x,y_{1}),(x,y_{2})\in \Omega .}
Niech {\displaystyle (x_{0},y_{0})\in \Omega .} Wówczas dla pewnego {\displaystyle \delta >0,} zagadnienie początkowe
{\displaystyle y'=f(x,y)}
{\displaystyle y(x_{0})=y_{0}}
ma dokładnie jedno rozwiązanie {\displaystyle y=\varphi (x)} określone na przedziale {\displaystyle (x_{0}-\delta ,x_{0}+\delta ).}

## Uogólnienie na przestrzenie Banacha
Twierdzenie Picarda w naturalny sposób przenosi się na funkcje spełniające lokalny warunek Lipschitza określone na otwartych podzbiorach produktu prostej rzeczywistej i dowolnej przestrzeni Banacha.

### Lokalny warunek Lipschitza
Niech {\displaystyle Y} będzie przestrzenią unormowaną oraz {\displaystyle D\subseteq \mathbb {R} \times Y} będzie zbiorem otwartym. Mówimy, że funkcja {\displaystyle f\colon D\to Y} spełnia lokalny warunek Lipschitza na zbiorze {\displaystyle D} wtedy i tylko wtedy, gdy każdy punkt {\displaystyle (x_{0},u_{0})\in D} ma otoczenie, na którym {\displaystyle f} spełnia warunek Lipschitza względem drugiej współrzędnej.

### Twierdzenie Picarda
Niech {\displaystyle Y} będzie przestrzenią Banacha oraz {\displaystyle D\subseteq \mathbb {R} \times Y} będzie zbiorem otwartym. Jeżeli funkcja {\displaystyle f\colon D\to Y} jest ciągła oraz spełnia lokalny warunek Lipschitza względem drugiej współrzędnej na zbiorze {\displaystyle D,} to
- każde rozwiązanie równania {\displaystyle u'=f(x,u)} daje się przedłużyć do rozwiązania globalnego,
- każde rozwiązanie globalne powyższego równania jest funkcją określoną na przedziale otwartym,
- dla każdego punktu {\displaystyle (x_{0},u_{0})\in D} istnieje dokładnie jedno rozwiązanie globalne spełniające warunek początkowy {\displaystyle u(x_{0})=u_{0}.}

## Globalne twierdzenie o istnieniu i jednoznaczności rozwiązań
Korzystając z twierdzenia Picarda można dowieść globalnego twierdzenia o istnieniu i jednoznaczności rozwiązań równań różniczkowych zwyczajnych, znane również jako twierdzenie o istnieniu i jednoznaczności rozwiązania wysyconego. Poza faktem istnienia oraz jedyności rozwiązania opisuje ono również jego zachowanie.

### Twierdzenie
Niech {\displaystyle J\subseteq {\mathbb {R} }} będzie odcinkiem otwartym, zaś {\displaystyle \Omega \subseteq {\mathbb {R} }^{n}} będą zbiorami otwartymi. Niech {\displaystyle f\colon J\times \Omega \to \mathbb {R} ^{n}} będzie ciągłą funkcją spełniającą lokalny jednostajny warunek Lipschitza ze względu na drugą współrzędną, tj. dla dowolnego {\displaystyle (t_{0},x_{0})\in J\times \Omega } istnieją zbiory otwarte {\displaystyle U\subseteq J} i {\displaystyle V\subseteq \Omega } takie, że:
{\displaystyle U\subseteq {\text{cl}}\ (U)\subseteq J} i {\displaystyle V\subseteq {\text{cl}}\ (V)\subseteq \Omega ,}
{\displaystyle (t_{0},x_{0})\in U\times V,}
{\displaystyle \exists L>0\ \forall t\in U\ \forall x,y\in V\ \|f(t,x)-f(t,y)\|\leqslant L\|x-y\|.}
Wówczas dla każdego {\displaystyle (t_{0},x_{0})\in J\times \Omega } istnieje dokładnie jedno nierozszerzalne rozwiązanie {\displaystyle u\colon I\to \Omega } zagadnienia Cauchy’ego:
{\displaystyle {\begin{cases}x'(t)=f(t,x(t)),\\x(t_{0})=x_{0}.\end{cases}}}
Ponadto maksymalny odcinek {\displaystyle I=(a,b)} istnienia rozwiązania jest otwarty i zachodzi następująca alternatywa:
{\displaystyle \inf J=a}   i   {\displaystyle \sup J=b}
lub
jeśli   {\displaystyle a>\inf J,}   to   {\displaystyle \lim _{t\to a}\min \left\{\operatorname {dist} \left(u(t),\partial \Omega \right),\|u(t)\|^{-1}\right\}=0,}
jeśli   {\displaystyle b<\sup J,}   to   {\displaystyle \lim _{t\to b}\min \left\{\operatorname {dist} \left(u(t),\partial \Omega \right),\|u(t)\|^{-1}\right\}=0.}